# Borkheide
Borkheide ist eine Gemeinde im Zentrum des Landkreises Potsdam-Mittelmark in Brandenburg und Teil des Amtes Brück.

## Geografie
Borkheide liegt zwischen den Städten Beelitz und Bad Belzig im Zauchegebiet, einem eiszeitlichen Sander. Auf dem Sand wachsen hauptsächlich Kiefern, daher wird der Ort auch als Waldgemeinde bezeichnet. Westlich von Borkheide liegt der Truppenübungsplatz Lehnin der Bundeswehr.

## Gemeindegliederung
Borkheide hat keine amtlich ausgewiesenen Ortsteile, bewohnten Gemeindeteile oder Wohnplätze.

## Geschichte

### Entstehung der Gemeinde

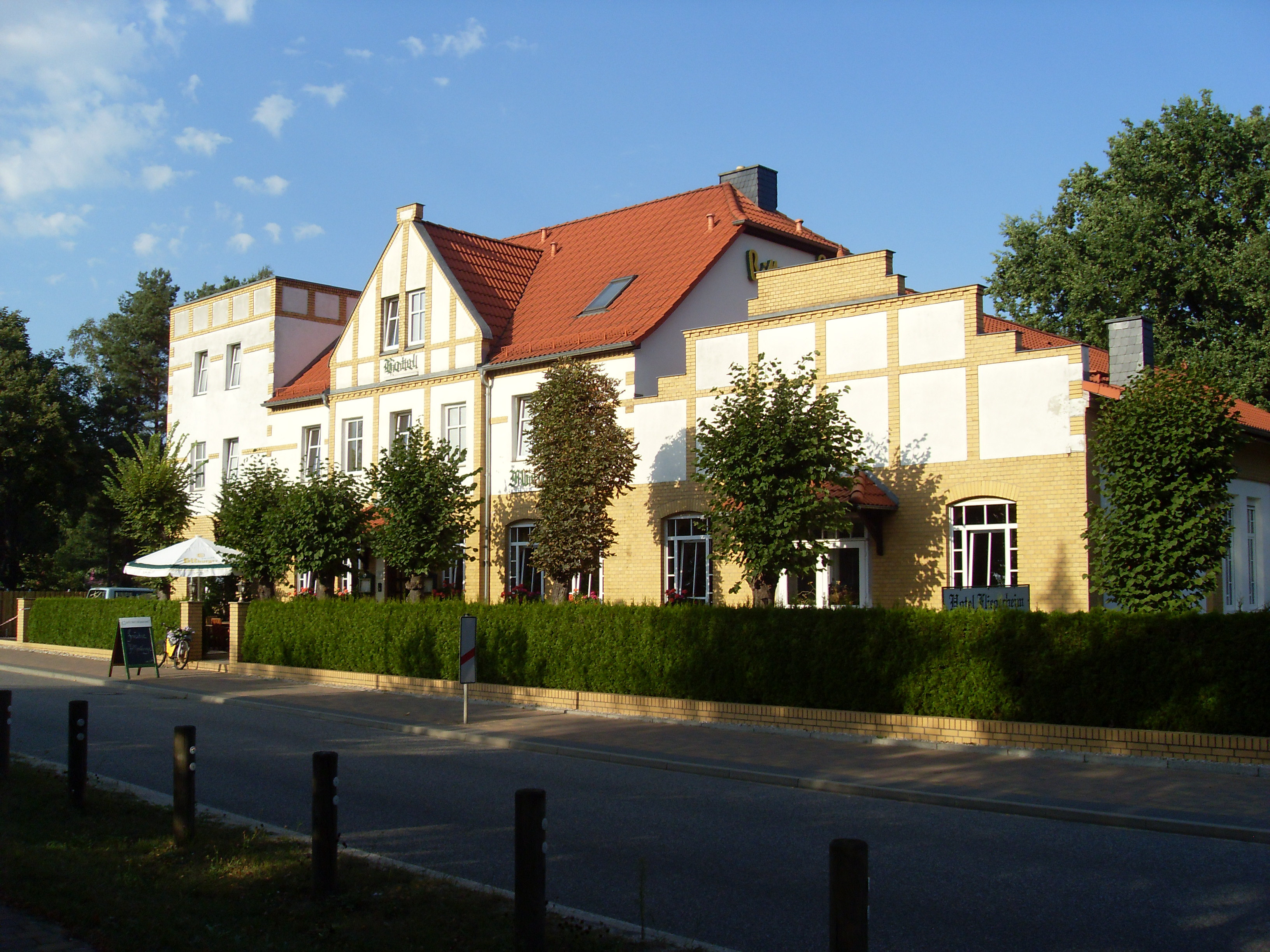
Fliegerheim, 2009

Die Gemeinde Borkheide ist, gegenüber den in der Nähe befindlichen Dörfern wie Alt-Bork, Neuendorf oder Schäpe, jüngeren Ursprungs. Erst seit 1898 gab es mit Jägern und Jagdpächtern einige Einwohner auf dem Gebiet der jetzigen Gemeinde. Der Startschuss für die Siedlung fiel mit dem Bau eines Bahnhofs an der Berlin-Wetzlarer Eisenbahn. Im gleichen Jahr wurde eine Waldschänke, das heutige Fliegerheim, gebaut. Dies waren zusammen mit dem Jagdschloss und dem Forsthaus Bork die ersten festen Gebäude im Ort. Bork begann durch die ruhige, waldreiche Lage für Immobilienmakler interessant zu werden. Der Geschäftsmann Poppenberg, gebürtiger Niemegker, und Georg Rothgießer erwarben große Flächen des Waldes, um sie zu vermarkten. Die beiden Männer gelten als Gründer der kleinen Waldkolonie Bork.

### 1909–1945
Im Jahr 1909 siedelte sich der Flugpionier Hans Grade in Bork an. Im Jahr 1910 errichtete er in Bork eine Flugzeugfabrik und gründete die erste Flugschule in Deutschland. Beide waren bis 1914 in Betrieb. Es wurden 80 Flugzeuge gebaut und etwa 130 Flugschüler ausgebildet. Am 18. Februar 1912 fand hier die erste Flugpostbeförderung in Deutschland statt. Die Flugroute führte von Borkheide (damals noch Bork) nach Brück. Die Bestimmungen des Versailler Vertrages untersagten nach dem Ersten Weltkrieg jegliche Flugzeugbau-Aktivitäten in Deutschland, sodass viele Flugzeugbauer auf benachbarte Gebiete wie den Fahrzeugbau auswichen. So gründete Grade im Jahr 1921 die Grade Automobilwerke in Bork zur Herstellung von Kleinwagen. Bis 1924 wurden bis zu 1000 Autos produziert. In Grades Automobilwerk waren bis zu 800 Arbeiter beschäftigt. Es ging bereits im Jahr 1927 in Konkurs.
Seit 1910 war Bork das Ausflugsziel vieler Berliner, die die Flugzeuge sehen und auch einmal selbst mitfliegen wollten. Um den Bahnhof und das Marsfeld entstanden die ersten Landhäuser und Gärten. Auch gründete sich durch die Ansiedlung der Flugzeugwerke daneben eine Arbeitersiedlung.
Im Jahr 1937 fanden hier die Dreharbeiten zum Film Ziel in den Wolken mit Brigitte Horney statt. Der ehemalige Flugplatz der Flugwerke wurde nach 1933 und während des Zweiten Weltkriegs militärisch genutzt. Ab 1944 haben in Borkheide viele Bewohner der näheren größeren Städte, insbesondere aus Berlin, Zuflucht vor den Fliegerangriffen gesucht.

### 1945–1989
Die Nachkriegsentwicklung wurde dadurch geprägt, dass viele ehemalige Wochenendhäuser verfielen, da die Besitzer nicht mehr regelmäßig kamen. Dies lag zu einem großen Teil daran, dass viele der ehemaligen Besitzer aus der zerstörten Stadt Berlin weggezogen waren. Mit dem Mauerbau am 13. August 1961 wurde dann auch den West-Berlinern der Zugang zu ihren Grundstücken und Wochenendhäusern endgültig abgeschnitten.
Ab den 1960er Jahren wurde Borkheide als Erholungsort von Bürgern aus dem Chemiedreieck Bitterfeld–Wolfen–Merseburg und Halle wiederentdeckt, die hier die ungenutzten Grundstücke und Wochenendhäuser übernahmen, um sich von den Umweltbelastungen in ihren Heimatorten zu erholen. Einige größere Betriebe aus dieser Region betrieben hier auch ihre betriebseigenen Erholungsobjekte und Betriebsferienlager für Kinder.

### Verwaltungsgeschichte
Borkheide gehörte seit seiner Gründung zum Kreis Zauch-Belzig in der preußischen Provinz Brandenburg und ab 1952 zum Kreis Belzig im DDR-Bezirk Potsdam. Seit 1993 liegt die Gemeinde im brandenburgischen Landkreis Potsdam-Mittelmark.
Am 1. Januar 1937 wurde die Nachbargemeinde Alt Bork nach Bork eingemeindet. Ende 1937 wurden die Dörfer des Umlands, die einen slawischen Namen trugen, umbenannt. Gleichzeitig wurde aus der Kolonie Bork die Gemeinde Borkheide. Am 1. Januar 1946 wurde der Ortsteil Alt Bork wieder eine eigenständige Gemeinde.

## Bevölkerungsentwicklung
| Jahr | Einwohner |
| ---- | --------- |
| 1939 | 0828      |
| 1946 | 1 20      |
| 1950 | 1 382     |
| 1964 | 1 232     |
| 1971 | 1 227     |
| 1981 | 1 107     |
| 1985 | 1 104     |

| Jahr | Einwohner |
| ---- | --------- |
| 1990 | 1 066     |
| 1995 | 1505      |
| 2000 | 1 819     |
| 2005 | 1 873     |
| 2010 | 1 857     |
| 2015 | 1 924     |
| 2020 | 2 121     |

| Jahr | Einwohner |
| ---- | --------- |
| 2021 | 2 165     |
| 2022 | 2 179     |
| 2023 | 2 172     |
| 2024 | 2 201     |

Gebietsstand des jeweiligen Jahres mit der entsprechenden Einwohnerzahl: Stand: 31. Dezember (ab 1991), ab 2011 auf Basis des Zensus 2011, ab 2022 auf Basis des Zensus 2022

## Politik

### Gemeindevertretung
Die Gemeindevertretung von Borkheide besteht aus zwölf Gemeindevertretern und der ehrenamtlichen Bürgermeisterin. Die Kommunalwahl am 9. Juni 2024 führte bei einer Wahlbeteiligung von 71,7 % zu folgendem Ergebnis:
| Partei / Wählergruppe        | Stimmenanteil 2019 | Sitze 2019 |        | Stimmenanteil 2024 | Sitze 2024 |
| ---------------------------- | ------------------ | ---------- | ------ | ------------------ | ---------- |
| Bürgerliste-Borkheide        | 34,1 %             | 4          | 43,2 % | 5                  |            |
| SPD                          | 41,4 %             | 5          | 36,1 % | 4                  |            |
| CDU                          | 09,0 %             | 1          | 14,0 % | 2                  |            |
| Sozial für Borkheide         | –                  | –          | 06,7 % | 1                  |            |
| Die Linke                    | 07,3 %             | 1          | –      | –                  |            |
| Einzelbewerber Mario Janthur | 04,1 %             | 1          | –      | –                  |            |
| Die PARTEIPIRATEN            | 04,0 %             | –          | –      | –                  |            |
| Insgesamt                    | 100 %              | 12         | 100 %  | 12                 |            |

### Bürgermeister
- 1998–2014: Angelika Schulz[10]
- 2014–2024 Andreas Kreibich (SPD)[11]
- seit 2024: Steffi Randig (SPD)

Kreibich wurde in der Bürgermeisterwahl am 26. Mai 2019 ohne Gegenkandidat mit 85,6 % der gültigen Stimmen wiedergewählt.
Randig wurde am 9. Juni 2024 ebenfalls ohne Gegenkandidat mit 73,4 % der gültigen Stimmen zu seiner Nachfolgerin gewählt. Ihre Amtszeit beträgt fünf Jahre.

### Wappen
| Wappen von Borkheide | Blasonierung: „In Grün ein schräglinker silberner Propeller, begleitet oben von einem goldenen Posthorn und unten von zwei goldenen Pilzen.“ |
| Wappen von Borkheide | Wappenbegründung: Der stilisierte Flugzeugpropeller symbolisiert die außergewöhnliche Tradition der Gemeinde auf dem Gebiet des Motoren- und Flugzeugbaus, die durch den Ingenieur und Flugpilot Hans Grade begründet und geprägt wurde. Im Zusammenhang damit steht auch der erst deutsche Postflug, der am 18. Februar 1912 von Borkheide aus gestartet wurde. Darauf verweist das Posthorn im Wappen. Die beiden Pilze beziehen sich als indirekt redendes Motiv auf den Gemeindenamen mit dem Wortstamm „Bork-“, das etymologisch mit „trocken“ verwandt ist. Die Pilze sowie die grüne Feldfarbe des Wappens versinnbildlichen darüber hinaus den zweiten Ortsnamenteil „-heide“. Das Wappen wurde vom Erfurter Heraldiker Frank Diemar gestaltet und am 12. Oktober 2000 durch das Ministerium des Innern genehmigt. |

### Flagge
Die Flagge ist Grün – Weiß – Grün (1:3:1) gestreift und mittig mit dem Wappen der Gemeinde belegt.

## Sehenswürdigkeiten
In der Liste der Baudenkmale in Borkheide und in der Liste der Bodendenkmale in Borkheide stehen die in der Denkmalliste des Landes Brandenburg eingetragenen Kulturdenkmale.

### Museum
Das 1990 eröffnete Hans-Grade-Museum befindet sich an Bord einer Iljuschin Il-18 auf dem ehemaligen Flugplatz (siehe Iljuschin Il-18 am Flugplatz Borkheide). Es zeigt eine Ausstellung über die Anfänge des Motorfluges in Deutschland. Das Flugzeug war hier 1989 auf einer nur 800 Meter langen Graspiste gelandet. Im Außenbereich sind weitere Fluggeräte zu sehen.

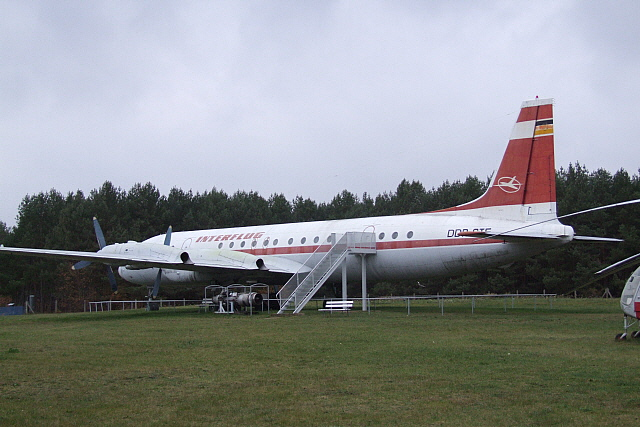
Iljuschin Il-18
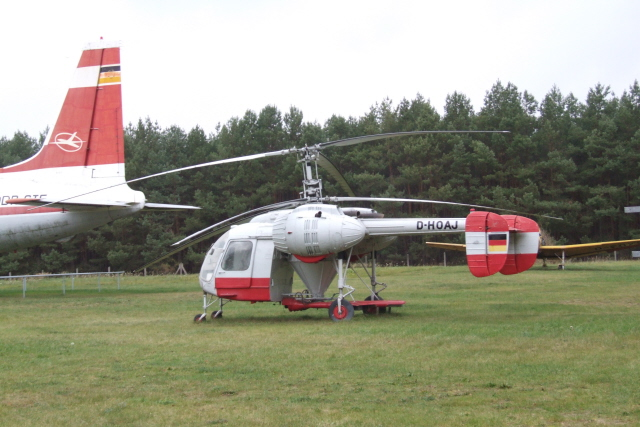
Hubschrauber Kamow Ka-26
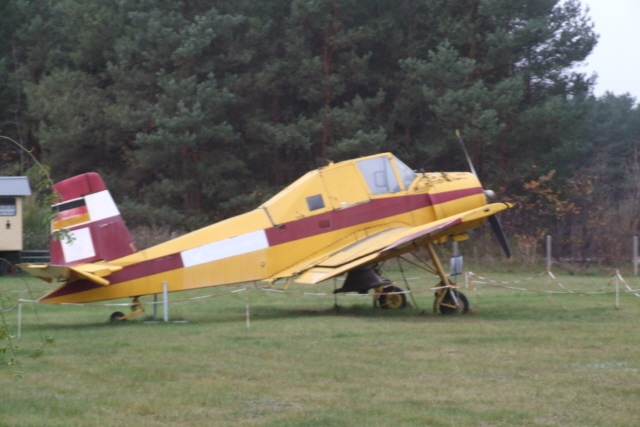
Let Z-37
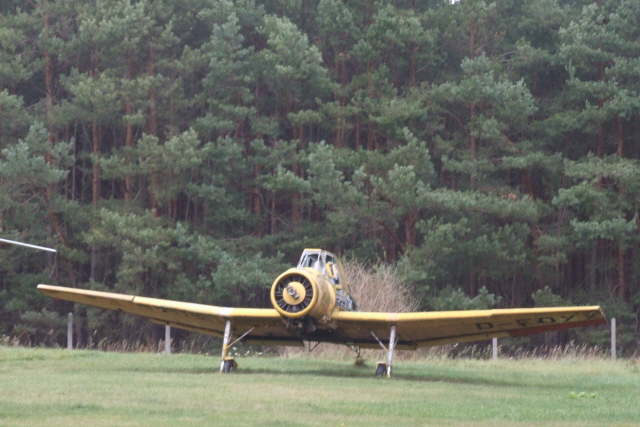
Let Z-37, Frontansicht

### Denkmale
Im Ort befinden sich das Grab von Hans Grade und das von Arthur Dizier als eines von 16 Opfern von Krieg und Gewaltherrschaft, der hier im Wald durch SS-Aufseher erschossen wurde, als er bei einem Transport einer Häftlingsgruppe des KZ Buchenwald fliehen wollte.
Ein Baumdenkmal für die Deutsche Einheit befindet sich am Gemeindehaus (Kirchanger 3). Es wurde 7. November 2015 anlässlich des 25. Jahrestages der deutschen Wiedervereinigung gepflanzt.

## Wirtschaft und Infrastruktur

### Verkehr
Borkheide liegt an der Bundesstraße B 246 zwischen Brück und Beelitz sowie der Kreisstraße K 6917 nach Borkwalde und Busendorf. Die nahegelegene A 9 (Berlin–München) ist über die Anschlussstelle Beelitz zu erreichen.
Die Bahnstrecke Dessau–Berlin, ein Teil der früher auch unter dem Begriff Kanonenbahn bekannten Berlin-Wetzlarer Eisenbahn, führt durch das Gemeindegebiet. Der Bahnhof Borkheide wird von der Regional-Express-Linie RE 7 Dessau–Berliner Stadtbahn–Senftenberg an Werktagen halbstündlich und am Wochenende stündlich bedient.
Durch Borkheide führt der Europaradwanderweg R1, der die französische Kanalküste bei Boulogne mit St. Petersburg verbindet.

### Sport
Das im Jahr 2003 wieder eröffnete Waldbad Borkheide ist ein künstlich angelegtes chemiefreies Naturbad, das das im Jahr 1972 erbaute, stark sanierungsbedürftige und deshalb 1998 geschlossene alte Waldbad ersetzte. Im Bad befinden sich seit Sommer 2005 auch eine Rutsche für Kinder und ein 3-Meter-Sprungturm.
Unweit des Waldbades befindet sich der Sportplatz des örtlichen Sportvereins Borkheider SV 90.

### Vereine
Im Ort besteht eine aktive Freiwillige Feuerwehr mit Jugendgruppe. Daneben wird auch das Waldbad im Ort durch den Naturbad Borkheide e. V. betrieben. Die DLRG-Ortsgruppe Borkheide ist im Bereich der Schwimmer- und Rettungsschwimmerausbildung aktiv und führt Sanitätsabsicherungen durch. Der Borkheider SV 90 bietet als Sportverein verschiedene Sportarten an.

## Persönlichkeiten des Ortes
- Hans Grade (1879–1946), Flugpionier, lebte in Borkheide